# 蹛林州
蹛林州，唐朝时设置的羁縻州。
貞觀二十一年（647年），以回纥思结别部置，属燕然都护府。确地不详。总章元年（668年）侨寄于凉州（州治姑臧县，今甘肃省武威市）界内。